# Gilberto Herrera Ruiz
Gilberto Herrera Ruiz (Ciudad de México, 26 de junio de 1965) es un científico, profesor universitario de profesión y político mexicano, miembro del partido Movimiento Regeneración Nacional (Morena). Es diputado del Congreso de la Unión del Distrito 1 de Querétaro desde el 1 de septiembre de 2024. Fue rector de la Universidad Autónoma de Querétaro, anteriormente fue director de la Facultad de Ingeniería de la misma Universidad. En las elecciones de 2018 se postuló al cargo de senador de México por el Partido Morena.

## Biografía
Gilberto Herrera Ruíz realizó sus estudios en Ingeniería en Sistemas Electrónicos en el Instituto Tecnológico y de Estudios Superiores de Monterrey. Permanece como asistente de investigación en la misma institución donde finaliza la maestría en ingeniería eléctrica en 1989.
Gracias a una beca del Gobierno de Hungría se traslada a la Academia de Ciencias de ese país a realizar sus estudios doctorales, los cuales finaliza en 1992, y obtiene una beca de la Agencia de Ciencia y Tecnología de Japón (STA) para realizar una estancia posdoctoral en el Instituto de Ingeniería Mecánica en Tsukuba, Japón, donde trabajó bajo la supervisión del doctor Kazuo Mori, destacado investigador en el área de manufactura. Más tarde realiza estancias como profesor visitante en la Universidad Tecnológica de Chemnitz y en la Universidad de Tokio.
En el año 1998 ingresó a la Universidad Autónoma de Querétaro como profesor-investigador, y en esta institución desarrolla dos líneas de investigación, la primera relacionada con la mecatrónica donde centra sus trabajos en el desarrollo de un control numérico de arquitectura abierta que permita modernizar la maquinaria ya existente en las empresas metal-mecánicas del Estado. Este trabajo lo hace merecedor del Premio ADIAT a la innovación tecnológica 2004.
La segunda línea es en el área de la biotrónica donde desarrolla investigación relacionada con tecnología de invernaderos, desde su estructura hasta su automatización.
Dentro de la Universidad Autónoma de Querétaro ocupó diversos puestos como coordinador de la maestría en instrumentación y control, coordinador de la Unidad de Gestión Tecnológica y actualmente funge como jefe de posgrado de la Facultad de Ingeniería. Ha publicado más de 60 artículos en congresos y revistas, siendo de éstos 13 en revistas indizadas internacionalmente.
Así mismo cuenta con seis registros de derechos de autor, dos patentes en trámite, un modelo de utilidad y dos diseños industriales en trámite también. Ha dirigido 20 tesis, 12 de maestría, cinco de licenciatura y tres de doctorado.
En el 2007, Gilberto Herrera recibió de manos del entonces presidente, Felipe Calderón Hinojosa, el Premio de Investigación de la Academia Mexicana de Ciencias (AMC) en el área de ingeniería y Tecnología, por su labor en los campos de automatización, electrónica, computación y manufactura que le fue otorgado en el 2005
En el 2011 participó en el proceso electoral para elegir rector de la UAQ para el período 2012-2015, después de tres rondas de votación resultó ganador del proceso y es elegido como Rector de la máxima casa de estudios del estado de Querétaro.
En el 2015 participó para su reelección de la Rectoría, donde obtuvo una ventaja favorable, y continuó en el cargo de 2015-2018.
Es reconocido como un luchador social de las causas sociales, por lo que durante su gestión al frente de la Universidad Autónoma de Querétaro se enfrentó al Gobierno Estatal de Francisco Domínguez para obtener un presupuesto justo para la Educación Superior. 
Para las elecciones 2018 fue elegido como candidato al Senado de la República por el Partido Morena el cual obtiene por Primera Minoría.
A finales de julio de 2018, el presidente Andrés Manuel López Obrador presenta una lista de 32 personas propuestas entre las que destaca para el caso de Querétaro, Gilberto Herrera Ruiz para la nueva figura de Coordinador Estatal de los Programas de Desarrollo. Estos coordinadores generales surgen en sustitución de los delegados estatales de las dependencias federales en el Proyecto de Nación 2018-2024 de México.
Herrera Ruiz consiguió un total de 285 mil 837 votos lo cual le permite llegar al Senado de México por primera minoría al ser el segundo candidato más votado.[cita requerida] A principios de diciembre de 2018 solicita licencia en el Senado de México al ser designado coordinador estatal de los Programas de Desarrollo en Querétaro por el presidente de la República, Andrés Manuel López Obrador. Actualmente ejerce el cargo de Coordinador Estatal de los Programas de Desarrollo en Querétaro adscrito a la Secretaría de Bienestar.